# Bobby Thomson
Robert Anthony Thomson, detto Bobby (Smethwick, 5 dicembre 1943 – Dudley, 19 agosto 2009), è stato un allenatore di calcio e calciatore inglese, di ruolo difensore.

## Carriera
Con i Wolves disputò l'unica edizione del campionato dell'United Soccer Association, lega che poteva fregiarsi del titolo di campionato di Prima Divisione su riconoscimento della FIFA, nel 1967: quell'edizione della Lega fu disputata utilizzando squadre europee e sudamericane in rappresentanza di quelle della USA, che non avevano avuto tempo di riorganizzarsi dopo la scissione che aveva dato vita al campionato concorrente della National Professional Soccer League; la squadra di Los Angeles fu rappresentata per l'appunto dal Wolverhampton. I "Wolves" vinsero la Western Division e batterono in finale i Washington Whips che erano rappresentati dagli scozzesi dell'Aberdeen.
Tra il 1976 ed il 1977 giocò con la franchigia statunitense della NASL dei Bicentennials, diventandone nella stagione 1976 anche allenatore in sostituzione di Manfred Schellscheidt e poi anche per quella seguente, venendo sostituito a sua volta dal connazionale Malcolm Musgrove nel giugno 1977.

## Palmarès
- Campionato statunitense di calcio: 1

Los Angeles Wolves: 1967